# 루마니아의 정당
루마니아는 다당제를 시행하고 있으며, 민족적 정체성조차도 각기 다른 정당들의 난립으로 인해 단독정부의 구성이 어렵다. 이로 인해 다수당이 집권하기 위해서는 뜻이 일치하는 정당과 연립정부를 구성해야 한다

## 주요 정당
- 루마니아 사회민주당 - 사회민주주의, 사회보수주의
- 루마니아 국민자유당 - 사회보수주의, 국민보수주의
- 국민운동당 - 경제자유주의, 사회자유주의
- 루마니아 자유민주연합 - 자유주의
- 루마니아 헝가리인 민주연합 - 사회보수주의, 헝가리계 소수 민족 정치
- 루마니아 국민민주당 - 우익 대중주의, 사회보수주의
- 국민기독교민주농민당 - 기독교민주주의
- 루마니아 녹색당 - 녹색 정치
- M10 - 보수주의

## 비주류 정당
- 루마니아 연합당 - 국민주의, 국민보수주의
- 대루마니아당 - 국민주의, 국민보수주의, 유럽회의주의, 우익대중주의
- 헝가리 트란실바니아 국민당 - 기독교민주주의
- 루마니아 생태당 - 녹색자유주의
- 루마니아 사회당 - 공산주의, 사회주의
- 루마니아 신당 - 보수주의, 기독교민주주의
- 루마니아 신세대당 - 우익대중주의, 기독교 우파
- 부쿠레슈티 연합구원당

## 같이 보기
- 나라별 주요 정당 목록